# Ишох (врач)
Ишо́х (арм. Իշոխ), также Есу́ (арм. Յեսու) — ассирийский и армянский учёный, естествоиспытатель и философ XIII века, крупный представитель киликийской медицинской школы. Известен как автор труда «Книга о природе всеобщей и частной» (арм. «Գիրք ի վերայ բնութեան հանրական և մասնական»), сохранившегося (либо написанного) на армянском языке.

## Биография
Скудные биографические сведения об Ишохе сохранились в «Книге о природе». Автор называет себя иереем Ишохом-Есу. Родился в Эдессе, в конце XII века. По национальности ассириец. Работал сначала в Мелитене, где прославился как искусный целитель, потом по настоянию царицы Забел переехал в Сис и стал главным врачом в новосозданной больнице. В 1248 году, совместно с Варданом Аревелци, перевёл с сирийского на армянский «Хронику» Михаила Сирийца. Ишох также перевёл на армянский четыре других труда Михаил Сирийца — «Учение о служении», «Признание в вере», «О степенях веры» и «Книга католикосов».

«Книга о природе» представляет собой научно-философский трактат с космографическими, астрономическими, географическими, метеорологическими, химическими, минералогическими, ботаническими и медицинскими элементами. Чувствуется сильное влияние сочинений классиков античной науки (Платон, Аристотель, Теофраст, Гиппократ, Гален, Птолемей), философский подход автора к изучению естественных наук во многом напоминает дедуктивный метод античных учёных. Одновременно намечается тенденция к применению индуктивного метода, основанного на эксперименте. Несмотря на то, что книга не разделена на главы, её содержание можно разделить на следующие части:
1. география и климат семи поясов Земли
2. движение и структура семи небесных тел (Солнце, Луна, Меркурий, Венера, Марс, Юпитер, Сатурн)
3. происхождение и классификация минералов
4. классификация и распространение растений, их лечебные свойства
5. изучение метеорологических явлений (дождь, снег, ветер, жара, холод)
6. классификация этнических типов человека, в зависимости от климатических зон
7. изучение человеческой природы (анатомия, физиология, эмбриология, психология)[7].

Особенно важна медицинская часть труда, где Ишох демонстрирует глубокие знания в области эмбриологии и анатомии, даёт правильные временные отрезки формирований и развитий частей тела у плода. Одной из причин бесплодия у женщин считал «чрезмерную холодность мужчин». В конце книги добавлены три приложения — «О животных», «О вкусах» и «О цветах», последняя, однако, не принадлежит перу Ишоха.
Рукописи
сохранились десятки копий «Книги о природе» в Матенадаране (26 рукописей), библиотеках Венских мхитаристов, Венецианских мхитаристов, и собора Святого Иакова, древнейшей из которых является рукопись № 1751 Матенадарана (XIV в.).
Издания
- Ишох. «Книга о природе» / пер. с древнеармянского и предисл. С. А. Варданян. — Ереван: изд-во АН АрмССР, 1979. — 112 с. — 1500 экз.